# Onitis miesseni
Onitis miesseni là một loài bọ cánh cứng trong họ Bọ hung (Scarabaeidae).